# Holmelgonia
Holmelgonia Jocqué & Scharff, 2007 è un genere di ragni appartenente alla famiglia Linyphiidae.

## Etimologia
Il nome del genere è composto da una prima parte in onore dell'aracnologo Holm e da una seconda parte che si riferisce alla vecchia denominazione, Elgonia, che lo stesso Holm diede a questo genere nel 1962.

## Distribuzione
Le 14 specie oggi attribuite a questo genere sono state rinvenute in varie località dell'Africa centrale e centromeridionale, con particolare riferimento alla Tanzania che vanta la presenza di otto specie..

## Tassonomia
Il nome Elgonia che Holm diede a questo genere, a seguito di una segnalazione dell'aracnologo Platnick dovette essere cambiato in quanto Elgonia Risbec, 1950, corrispondeva ad un preesistente genere di imenotteri della famiglia Platygastridae.
Anche il nome Elgonella scelto dallo stesso Holm poco tempo dopo era già rappresentato da Elgonella Preston, 1914, un genere di molluschi gasteropodi.
A dicembre 2011, si compone di 14 specie:
- Holmelgonia annemetteae (Scharff, 1990) — Tanzania
- Holmelgonia annulata (Jocqué & Scharff, 1986) — Tanzania
- Holmelgonia basalis (Jocqué & Scharff, 1986) — Tanzania
- Holmelgonia brachystegiae (Jocqué, 1981) — Malawi
- Holmelgonia falciformis (Scharff, 1990) — Tanzania
- Holmelgonia hirsuta (Miller, 1970) — Angola
- Holmelgonia holmi (Miller, 1970) — Camerun, Congo
- Holmelgonia limpida (Miller, 1970) — Angola
- Holmelgonia nemoralis (Holm, 1962)[3] — Congo, Uganda, Kenya
- Holmelgonia perturbatrix (Jocqué & Scharff, 1986) — Tanzania
- Holmelgonia producta (Bosmans, 1988) — Camerun
- Holmelgonia projecta (Jocqué & Scharff, 1986) — Tanzania
- Holmelgonia rungwensis (Jocqué & Scharff, 1986) — Tanzania
- Holmelgonia stoltzei (Jocqué & Scharff, 1986) — Tanzania